# Crims irlandesos. Llaços familiars
Crims irlandesos. Llaços familiars (títol original en alemany, Der Irland-Krimi: Familienbande) és un telefilm policial alemany del 2022 dirigit per Matthias Tiefenbacher. És la cinquena entrega de la sèrie de pel·lícules de ficció criminal d'ARD Crims irlandesos. La primera emissió va tenir lloc el 29 de setembre de 2022 en horari de màxima audiència al canal Das Erste. S'ha doblat i subtitulat al català per a TV3, que el va estrenar el 20 d'octubre de 2024.
El rodatge de Llaços familiars, sota el títol provisional d'Überführt, va durar del 3 de novembre de 2021 al 12 de gener de 2022 i va tenir lloc a la costa oest d'Irlanda i a Galway.

## Sinopsi
L'Abbie Campbell va matar el seu marit en defensa pròpia cinc anys enrere. La seva filla petita, Maisie, creix al costat de la germana, l'Erin Campbell, i del seu marit Devlin, a la casa familiar. La psicòloga Catherin Blake, aconsegueix finalment un permís oficial perquè l'Abbie pugui visitar a domicili la seva filla. En la primera ocasió, la jove fuig amb la nena. Aviat apareix la Maisie, però hi ha mostres evidents que la nena ha estat maltractada. Les investigacions posteriors comencen a revelar una fosca i antiga trama de maltractaments i abusos en el si de la família, aparentment respectable. L'Abbie i la seva germana també n'haurien estat víctimes temps enrere.

## Repartiment
- Désirée Nosbusch: Cathrin Blake
- Rafael Gareisen: Paul Blake
- Declan Conlon: Sean Kelly
- Mercedes Müller: Emma Walsh
- Luisa-Céline Gaffron: Abbie Campbell
- Thomas Sarbacher: Matt